# Arundo
- Commons
- Wikispecies

Arundo L. é um género botânico pertencente à família Poaceae, subfamília Arundinoideae, tribo Arundineae.
O gênero é composto por aproximadamente 210 espécies. Ocorrem na Europa, África, Ásia, Australásia, Pacífico, América do Norte e América do Sul.
Na classificação taxonômica de Jussieu (1789), Arundo é um gênero  botânico,  ordem  Gramineae,  classe Monocotyledones com estames hipogínicos.

## Sinonímia
- Amphidonax Nees
- Donacium Fr. (SUS)
- Donax P.Beauv. (SUS)
- Eudonax Fr. (SUS)
- Scolochloa Mert. & W.D.J.Koch (SUS)

## Espécies
- Arundo brevipilis Torr.
- Arundo coarctata Torr.
- Arundo donax L.
- Arundo phragmites L.
- Arundo pliniana  Turra
- Arundo tecta Walter
- «PPP-Index Lista de espécies»

## Classificação do gênero
| Sistema | Classificação                   | Referência               |
| ------- | ------------------------------- | ------------------------ |
| Linné   | Classe Triandria, ordem Digynia | Species plantarum (1753) |